# G-LOC: Air Battle
G-LOC: Air Battle est un simulateur de vol de combat développé et édité par Sega en 1990 sur borne d'arcade,. Il a été décliné dans une seconde version intitulée R360 G-LOC: Air Battle. Le jeu a été adapté sur Mega Drive, Master System et Game Gear en 1991. Des conversions Amiga, Atari ST, Commodore 64, Amstrad CPC et ZX Spectrum, titrées G-LOC: R360, sont sorties en 1992.

## Système de jeu
C'est une évolution d'After Burner (1986) et Galaxy Force II (1988).
Dans la version R-360, le joueur monte dans une cabine qui peut pivoter et se retourner dans toutes les directions selon les mouvements du joystick,.

## Versions
Image Software a développé les conversions Amiga, Atari ST, Commodore 64, Amstrad CPC et ZX Spectrum avant d’être édités par U.S. Gold.

## À noter
Le titre fait référence à l'expression anglaise Loss of Consciousness by G-Force.